# Кислов, Борис Васильевич
Борис Васильевич Кислов (13 января 1939, Ленинград) — советский футболист, нападающий, тренер. Мастер спорта СССР.
Детство провёл в блокадном Ленинграде. Воспитанник ленинградской ФШМ, тренер В. А. Кусков. В соревнованиях мастеров дебютировал 3 мая 1957 года в гостевом матче Кубка СССР против «Крыльев Советов» Воронеж (1:6). В 1958 году в классе «Б» играл за «Трудовые резервы» Липецк и ЛТИ Ленинград. В 1959 году вместе с «Адмиралтейцем» победил в классе «Б». В классе «А» провёл три сезона — 1960—1961 («Адмиралтеец»), 1962 («Динамо» Ленинград). 16 октября 1961 оформил хет-трик в ворота «Калева» (6:2). Далее выступал за СКА Ленинград (1963), «Металлург» Череповец (1964), «Металлург» Запорожье (1965).
В 1972—1977 годах работал детским и юношеским тренером в СК «Ижорец».